# National Catholic Reporter
Nezaměňovat s National Catholic Register
National Catholic Reporter (NCR) jsou progresivní celostátní noviny ve Spojených státech, které informují o otázkách souvisejících s katolickou církví. NCR se sídlem v Kansas City ve státě Missouri založil Robert Hoyt v roce 1964. Hoyt chtěl přinést profesionální standardy světského zpravodajství do tisku, který se zabývá katolickými zprávami, a tvrdil, že "pokud starosta města vlastní jeho jediné noviny, jeho občané se o jeho záležitostech nedozvědí to, co potřebují a co si zaslouží vědět". Noviny, které působí mimo pravomoc katolické církve, jsou nezávisle vlastněny a řízeny laickou správní radou.

## Přehled
Noviny vycházejí jednou za dva týdny a každé číslo obsahuje rubriky celostátního a světového zpravodajství a také rubriky názorů a umění. Každé noviny mají průměrně 32 stran, což zahrnuje i speciální rubriky, tedy rubriku zveřejňovanou v každém čísle věnovanou určitému tématu.
Každé číslo obsahuje zprávy, analýzy, komentáře, názory a úvodníky. Rubrika Názory a umění obsahuje recenze knih a filmů, duchovní úvahy, dopisy redakci, inzeráty a úvodníky.
V roce 2013 organizace vykázala roční příjmy ve výši 4,3 milionu dolarů. Nadace Conrada N. Hiltona je hlavním finančním podporovatelem novin. Global Sisters Report je projektem NCR.

## Postoj redakce
NCR se prezentuje jako „jeden z mála, ne-li jediný skutečně nezávislý novinářský zdroj pro katolíky a další, kteří se potýkají se složitými morálními a společenskými otázkami dneška.“ Russell Shaw v doplňkovém svazku Encyklopedie katolického sociálního myšlení, sociálních věd a sociální politiky píše (Encyclopedia of Catholic Social Thought, Social Science, and Social Policy), že NCR „je kritizován za ideologickou zaujatost a příklon k progresivnímu katolicismu a disentu, a to nejen na redakčních a názorových stránkách, ale i ve zpravodajství, spolu s přílišnou ochotou polemizovat a oponovat prohlášením a krokům Svatého stolce a biskupů“. NCR například tvrdil, že klimatické změny jsou „otázkou č. 1 pro-life“, které dnes katolická církev čelí.
Podle Thomase Tweeda, ředitele Ansariho institutu pro globální zapojení náboženství na Univerzitě Notre Dame, „si myslím, že totéž, co se stalo v americkém politickém životě a médiích, se do jisté míry stalo i katolíkům. Progresivní katolíci čtou Commonweal a National Catholic Reporter a tradicionalističtí katolíci sledují EWTN a čtou zpravodaje Modré armády“.

## Kritika
V dubnu 1967 NCR zveřejnil důvěrné zprávy komise jmenované papežem Pavlem VI., která měla přezkoumat církevní učení o umělé antikoncepci. Většina členů komise doporučila revizi tohoto učení. Tato akce byla jedním z důvodů, proč biskup Charles H. Helmsing z Kansas City ve státě Missouri v roce 1968 vydal odsouzení NCR a požadoval, aby ze svého názvu odstranila slovo katolická. Biskup Helmsing vydal prohlášení, v němž NCR odsoudil a uvedl, že má „politiku křižáckého tažení proti učení církve“, „jedovatý charakter“ a „nerespektuje a popírá nejsvětější hodnoty naší katolické víry“. Protože tiskovina „neodráží učení církve, ale naopak se proti němu otevřeně a záměrně staví“, požádal redakci, aby „vypustila ze svého názvu termín ,katolickýʻ“, protože „klame své katolické čtenáře a dělá velkou medvědí službu ekumenismu tím, že [...] rozmělňuje katolickou nauku“.
Společnost NCR jeho žádosti nevyhověla. Desítky katolických novinářů by podepsaly prohlášení, v němž s odsouzením nesouhlasí na základě „základního vymezení legitimních hranic náboženské žurnalistiky ve službě církvi“. Katolická tisková asociace (Catholic Media Association) uvedla, že spor vznikl z rozdílných názorů na funkci tisku.
V roce 2013 napsal biskup Robert Finn z Kansas City ve státě Missouri do svých diecézních novin sloupek, v němž se zabýval Helmsingovým odsouzením NCR. Uvedl: „Z mého pohledu se trajektorie postojů NCR proti autentickému učení a vedení církve v uplynulých desetiletích nezměnila.“ Finn napsal, že noviny odmítly „předložit své bona fides jako katolické médium v souladu s očekáváním církevního práva“ a považovaly se za „nezávislé noviny, které komentují ,věci katolickéʻ“.
Vydavatel NCR Thomas C. Fox odmítl, že by mezi diecézí a novinami panovalo po desetiletí nepřátelství, a poznamenal, že biskup John Sullivan a biskup Raymond Boland „měli s NCR srdečné vztahy“. Poukázal na to, že NCR je členem Katolické tiskové asociace Spojených států a Kanady (Catholic Media Association), jejímž čestným předsedou je biskup John Wester, který zároveň působí jako předseda Výboru pro komunikaci Konference katolických biskupů Spojených států. Fox poznamenal, že redakční článek NCR v listopadu 2012 vyzval Finna, aby odstoupil nebo byl odvolán ze své funkce poté, co byl Finn shledán vinným „z neoznámení podezření na zneužívání dětí místním knězem.“ Finn skutečně 21. dubna 2015 po interním vatikánském vyšetřování odstoupil z diecéze Kansas City.

## Ocenění
V letech 2008-2014 získala NCR šestkrát ocenění „General Excellence“ od Catholic Press Association v kategorii celostátních zpravodajských tiskovin.
Katolická tisková asociace (Catholic Media Association) v červnu 2017 udělila bývalému redaktorovi a vydavateli NCR Tomu Foxovi nejvyšší ocenění pro vydavatele, cenu biskupa Johna Englanda.